# Shuqualak
Shuqualak es un pueblo del Condado de Noxubee, Misisipi, Estados Unidos. Según el censo de 2000 tenía una población de 562 habitantes y una densidad de población de 190.3 hab/km².

## Demografía
Según el censo de 2000, había 562 personas, 214 hogares y 148 familias residiendo en la localidad. La densidad de población era de 190,3 hab./km². Había 249 viviendas con una densidad media de 84,3 viviendas/km². El 29,72% de los habitantes eran blancos, el 69,57% afroamericanos y el 0,71% pertenecía a dos o más razas.
Según el censo, de los 214 hogares en el 36,0% había menores de 18 años, el 38,3% pertenecía a parejas casadas, el 28,0% tenía a una mujer como cabeza de familia y el 30,8% no eran familias. El 30,4% de los hogares estaba compuesto por un único individuo y el 12,1% pertenecía a alguien mayor de 65 años viviendo solo. El tamaño promedio de los hogares era de 2,63 personas y el de las familias de 3,32.
La población estaba distribuida en un 33,1% de habitantes menores de 18 años, un 10,5% entre 18 y 24 años, un 24,9% de 25 a 44, un 19,6% de 45 a 64 y un 11,9% de 65 años o mayores. La media de edad era 31 años. Por cada 100 mujeres había 89,2 hombres. Por cada 100 mujeres de 18 años o más, había 74,9 hombres.
Los ingresos medios por hogar en la localidad eran de 21.875 dólares ($) y los ingresos medios por familia eran 26.607 $. Los hombres tenían unos ingresos medios de 28.750 $ frente a los 22.596 $ para las mujeres. La renta per cápita para la ciudad era de 12.051 $. El 29,2% de la población y el 30,7% de las familias estaban por debajo del umbral de pobreza. El 28,1% de los menores de 18 años y el 16,7% de los habitantes de 65 años o más vivían por debajo del umbral de pobreza.

## Geografía
Según la Oficina del Censo de los Estados Unidos, la localidad tiene un área total de 3,0 km², todos ellos correspondientes a tierra firme.